# Бенкс (Орегон)
Бенкс (англ. Banks) — місто (англ. city) в США, в окрузі Вашингтон штату Орегон. Населення — 1837 осіб (2020).

## Географія
Бенкс розташований за координатами 45°36′52″ пн. ш. 123°6′42″ зх. д. / 45.61444° пн. ш. 123.11167° зх. д. (45.614538, -123.111556).  За даними Бюро перепису населення США в 2010 році місто мало площу 0,96 км², уся площа — суходіл. В 2017 році площа становила 1,86 км², уся площа — суходіл.

## Демографія
Згідно з переписом 2010 року, у місті мешкало 1777 осіб у 553 домогосподарствах у складі 445 родин. Густота населення становила 1859 осіб/км².  Було 580 помешкань (607/км²).
Расовий склад населення:
| - 92,5 % — білих - 1,2 % — азіатів - 0,6 % — корінних американців - 0,3 % — вихідців з тихоокеанських островів - 0,3 % — чорних або афроамериканців - 1,4 % — осіб інших рас |

До двох чи більше рас належало 3,8 %. Частка іспаномовних становила 7,0 % від усіх жителів.
За віковим діапазоном населення розподілялося таким чином: 37,8 % — особи молодші 18 років, 58,3 % — особи у віці 18—64 років, 3,9 % — особи у віці 65 років та старші. Медіана віку мешканця становила 29,5 року. На 100 осіб жіночої статі у місті припадало 102,6 чоловіків;  на 100 жінок у віці від 18 років та старших — 98,6 чоловіків також старших 18 років.
Середній дохід на одне домашнє господарство  становив 85 788 доларів США (медіана — 79 667), а середній дохід на одну сім'ю — 90 397 доларів (медіана — 83 304). Медіана доходів становила 62 546 доларів для чоловіків та 42 717 доларів для жінок. За межею бідності перебувало 3,3 % осіб, у тому числі 1,8 % дітей у віці до 18 років та 14,3 % осіб у віці 65 років та старших.
Цивільне працевлаштоване населення становило 820 осіб. Основні галузі зайнятості: освіта, охорона здоров'я та соціальна допомога — 19,3 %, виробництво — 17,1 %, будівництво — 10,7 %, мистецтво, розваги та відпочинок — 10,2 %.